# 正義聯盟：亞特蘭提斯的王位
《正義聯盟：亞特蘭提斯的王位》（英語：Justice League: Throne of Atlantis）是一部錄影帶首映的DC漫畫超級英雄動畫電影，改編自傑夫·約翰斯的漫畫《亞特蘭提斯王座》，為DC宇宙動畫原創電影的一部分，同時也是DC动画电影宇宙的第四部作品。電影於2015年1月27日推出。

## 劇情
在大西洋，一艘USS加利福尼亞的潛艇在海中探索某不明訊號時，突然遭到未知敵人襲擊，導致整潛艇上的人員和士兵全數死亡。被作為正義聯盟總部的星辰實驗室，鋼骨從史提夫·崔佛上校的口中得知了此事件；史蒂夫原本提議召集其他超級英雄們前來，但鋼骨以「沒有什麼正義聯盟」為由反駁，因此便獨自前往調查。
在慈悲礁的一間酒館，剛失去父親的一名男子亞瑟·庫瑞在酒館中為了保護一隻龍蝦而與眾人打了起來。亞瑟擊敗了他們，但他們被神秘女性梅拉和申博士發現。在沉船中，鋼骨發現船中的導彈不見了，這時他遭到數名海底士兵偷襲，使得他不得不殺死他們而離開。
回到自己的總部，鋼骨召集了閃電俠和沙贊並隨之叫來了正在約會的超人、神力女超人和在搭訕同事的綠光戰警，剩蝙蝠俠缺席。不耐煩的綠光戰警獨自去高譚市找他，發現蝙蝠俠正在開著戰機追擊稻草人和其手下；綠光戰警直接將稻草人等人捉給警方，但蝙蝠俠不太高興的指出他想將稻草人的口中問出毒藥炸彈。當眾人集結後，鋼骨放出了投影圖來重現自己當時被襲擊的樣子，他們確定這不是達克賽德的攻擊。神力女超人認為是傳說中的亞特蘭提斯人戰士所為。超人和蝙蝠俠認同俠閃的說法決定去找一位致力研究亞特蘭提斯的申博士，因為他們決定要找出亞特蘭提斯。
在深海中的亞特蘭提斯，歐姆和黑蝠鱝見了歐姆的母親亞特蘭娜皇后，歐姆和亞特蘭娜爭論，當達克賽德發動攻擊時傷害到了他們的國王，因此歐姆提議要向地表世界宣戰。亞特蘭娜否決了他的提議後要手下的女戰士梅拉將自己另一兒子亞瑟帶來。之後，黑蝠鱝駕駛著假的人類潛艇並用偷來的導彈攻擊亞特蘭提斯，造成數十人傷亡。在亞瑟家，申博士想和亞瑟討論他的身世，這時申博士突然遭到殺死，大量的亞特蘭提斯士兵闖入亞瑟家中打算殺他。亞瑟寡不敵眾，直到梅拉現身救了他。蝙蝠俠和超人進入申博士家中發現了他的研究工作被人破壞，超人重組了亞瑟·庫瑞的照片，並也發現了一封亞瑟父親要給亞瑟的信，指出其實他擁有一半亞特蘭提斯的血統。蝙蝠俠決定要先找到他。
在亞特蘭提斯，歐姆再次向母親要求宣戰，但仍被否決；皇后決定先與正義聯盟會談，並要黑蝠鱝前去聯繫。亞瑟醒來後，發現自己在亞特蘭提斯，梅拉向他解釋了其實他的母親亞特蘭娜和在地表的父親發生關係後基於皇室，她不能和他在一起，使得皇后留於亞特蘭提斯和國王、兒子歐姆在一起。現在，亞特蘭娜相信亞瑟能幫助亞特蘭提斯和地表世界之間和平的橋樑。梅拉便讓他穿上了他的皇家裝束。但亞瑟一時之間難以接受而和梅拉一起浮出水面，這時由黑蝠鱝派來的大量壕溝怪現身攻擊他們，使兩人陷入危機。所幸正義聯盟等人及時到達才免於危險。歐姆和黑蝠鱝得知壕溝怪未能殺死亞瑟而感到著急，而亞特蘭娜皇后得知兒子歐姆的陰謀後和他發生爭執。但不料皇后卻遭歐姆一刀穿殺，並基於他擁有皇室血統因此接手了母親的三叉戟，同時自己也掌握了大權。
亞瑟、梅拉、超人、神力女超人、綠光戰警以及鋼骨（沙贊、閃電俠和蝙蝠俠於海上待命）發現了亞特蘭提斯城裡空無一人，梅拉從一位老太太口中得知原來城裡的男人都被徵招去為即將進攻地表的戰爭做準備，且皇后也遭人類殺死。六人到皇后遺體面前時，歐姆現身，梅拉質疑是他殺了皇后。歐姆沒否認並擊敗了眾人，並將他們包於膠囊中丟於深海壕溝中。亞瑟率先醒來，發現眾人即將被巨大的海怪吞噬，並先叫醒超人來對付敵人和運用自己能力叫來鯨魚將夥伴們救走。海怪死後，梅拉、神力女超人、綠光戰警與鋼骨醒來，鋼骨試圖呼叫蝙蝠俠，得知歐姆的大軍已到達陸地。在大都市，巨浪分開，歐姆和大軍不聽人類軍隊的勸阻而展開攻勢；隨即而到的亞瑟、梅拉、正義聯盟挺身對抗敵人，途中超人救了在工地的約翰·亨利·艾恩斯，神力女超人則救了露薏絲·蓮恩和吉米·奧爾森。亞瑟和黑蝠鱝戰鬥時，黑蝠鱝透露了自己的計劃，是他利用歐姆來殺死亞瑟。亞瑟隨即叫來了大白鯊來咬死了黑蝠鱝。梅拉和聯盟攻擊歐姆，但全遭擁有強大力量的三叉戟的對方擊敗。亞瑟獨自和他展開對決，在歐姆佔上風時，蝙蝠俠要鋼骨在城市各地放映出歐姆承認殺死皇后的陰謀，使得士兵們察覺是歐姆利用了他們。歐姆急忙反駁時就遭亞瑟一拳擊敗，之後他說服士兵們取消對地表世界的攻擊。
在亞特蘭提斯，亞瑟被加冕為王，便獲得了正義聯盟和居民們的愛戴。蝙蝠俠表明，新的威脅不斷出現，他們需要鞏固團隊，鋼骨也在計劃一個瞭望台來作為他們的基地。亞瑟被聯盟任命為水行侠，並隨即和梅拉前去對抗大批壕溝怪。
在片尾，歐姆被關進貝爾里夫監獄，雷克斯·路瑟進來向他表示自己將有一個計劃讓他選擇。

## 演員
| 配音員            | 角色                                                           | 角色介紹                                                                                   |
| 馬特·蘭特爾       | 「水行俠」亞瑟·庫瑞（「Aquaman」Arthur Curry）                 | 亞特蘭提斯皇后的長子，唯一擁有地面和海底血統的人，能控制海中生物。                         |
| 蘇瑪莉·蒙塔諾     | 湄拉（Mera）                                                   | 亞特蘭提斯人，皇后手下的女戰士，能控制水作成武器。                                         |
| 山姆·威特沃       | 「海洋領主」歐姆·馬里斯（「Ocean Master」Orm Marius）          | 亞特蘭提斯人，皇后的次子，亞瑟同母異父兄弟。                                               |
| 愛爾文·錫雷娜     | 亞特蘭娜皇后（Queen Atlanna）                                  | 亞特蘭提斯皇后。                                                                           |
| 傑瑞·歐康諾       | 「超人」凱·艾爾／克拉克·肯特（「Superman」Kal-El／Clark Kent） | 守護著大都會的英雄。來自氪星的外星人，現在星球日報當記者，擁有各種強大的超能力。           |
| 賈森·奧馬拉       | 「蝙蝠俠」布魯斯·韋恩（「Batman」Bruce Wayne）                 | 守護著高譚市的英雄。韋恩企業的億萬富翁，沒有超能力，以超卓的戰鬥技巧和各種高科技裝備作戰。 |
| 羅莎里奧·道森     | 「神力女超人」戴安娜·普林斯（「Wonder Woman」Diana Prince）    | 守護著天堂島的英雄。來自亞馬遜的女戰士，擅長搏鬥，常以劍和「實話套索」作為武器。           |
| 奈森·菲利安       | 「綠光戰警」哈爾·喬丹（「Green Lantern」Hal Jordan）           | 守護著海岸市的英雄。摩天飛機的飛機試飛員，用能量戒指的能力作戰。                           |
| 克里斯托弗·高哈姆 | 「閃電俠」貝瑞·艾倫（「The Flash」Barry Allen）                | 守護著中央市的英雄。罪犯調查科的技術人員，主要擁有超能力「神速力」。                       |
| 薛馬·摩爾         | 「鋼骨」維克多·史東（「Cyborg」Victor Stone）                  | 原為被看好的美式足球員，因達克賽德的母盒緣故，成為了一個生化人。能以身上的機械裝備戰鬥。   |
| 西恩·艾斯汀       | 「沙贊」比利·巴特森（「Shazam」Billy Batson）                  | 守護著費城的英雄。為寄養家庭的少年，能變身成擁有召喚雷電的沙贊。                           |
| 亨利·藍尼克斯     | 黑蝠鱝（Black Manta）                                          | 歐姆的同夥，戴著能發射光束的頭盔。                                                         |
| 喬治·紐伯恩       | 史提夫·崔佛（Steve Trevor）                                    | 一名空軍的軍官，神力女超人的男友。                                                         |
| 史蒂芬·布魯姆     | 鋼骨的裝甲                                                     | 鋼骨裝甲內的電腦語音。                                                                     |
| 史蒂芬·布魯姆     | 雷克斯·路瑟（Lex Luthor）                                      | 雷克斯企業總裁，於片尾登場。                                                               |
| 茱麗葉·藍道       | 露易絲·蓮恩（Lois Lane）                                       | 星球日報女記者。                                                                           |

## 與原作相違處
- 本電影作為水行俠的起源故事。
- 鋼骨在電影中已將自己的肺移除。
- 綠光戰警幫助蝙蝠俠擊敗稻草人和其手下。
- 申博士並無和亞瑟會議談論亞瑟的小時後。
- 申博士被殺死。
- 約翰·亨利·艾恩斯出現在電影中。
- 水行俠和正義聯盟的成員們被抓住。
- 俠閃和閃電俠有更多的戲份。
- 武爾科沒有出現在片中。
- 綠光戰警依然是聯盟中的一員。
- 水行俠沒有自己的三叉戟。
- 蝙蝠俠沒有被歐姆抓過。
- 綠箭俠、元素女、黑閃電、雌狐、扎坦娜、Goldrush、鷹俠、黑金絲雀和火風暴並無登場。

## 外部連結
- 互联网电影数据库（IMDb）上《Justice League: Throne of Atlantis》的资料（英文）